# Grămadă (rugby)

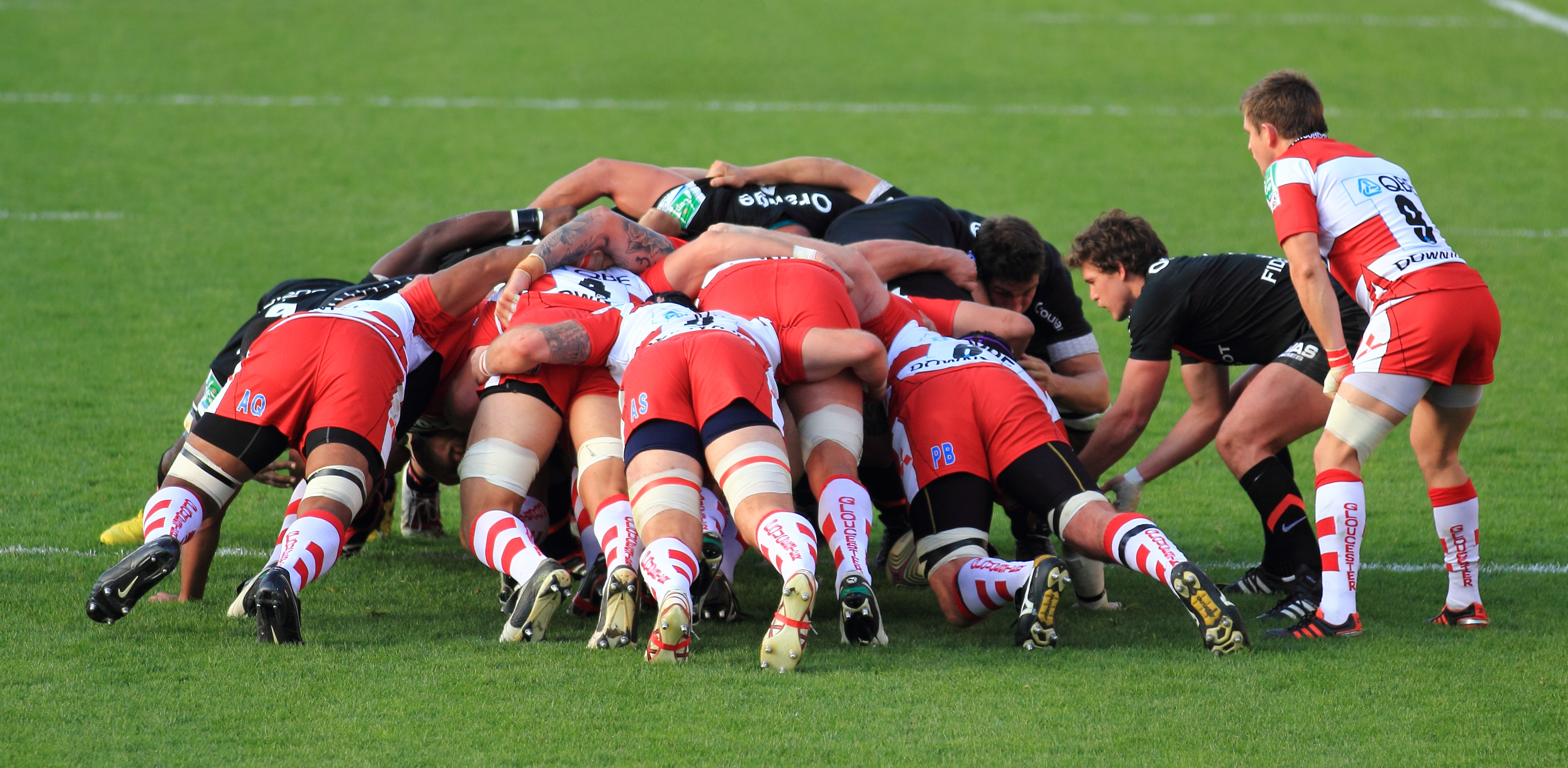
Grămadă în jocul de rugby

În jocul de rugby, grămada este o modalitate de reluare a jocului în caz de infracțiune involuntară comisă de un jucător.
Grămada ordonată se definește ca faza statică în care balonul este introdus într-un culoar format de cele doua echipe și se câștigă prin tragere și împingere de către jucătorii participanți.